# 4477 Kelley
4477 Kelley este un asteroid din centura principală, descoperit pe 28 septembrie 1983, de Observatorul din Rojen.